# Intel Atom

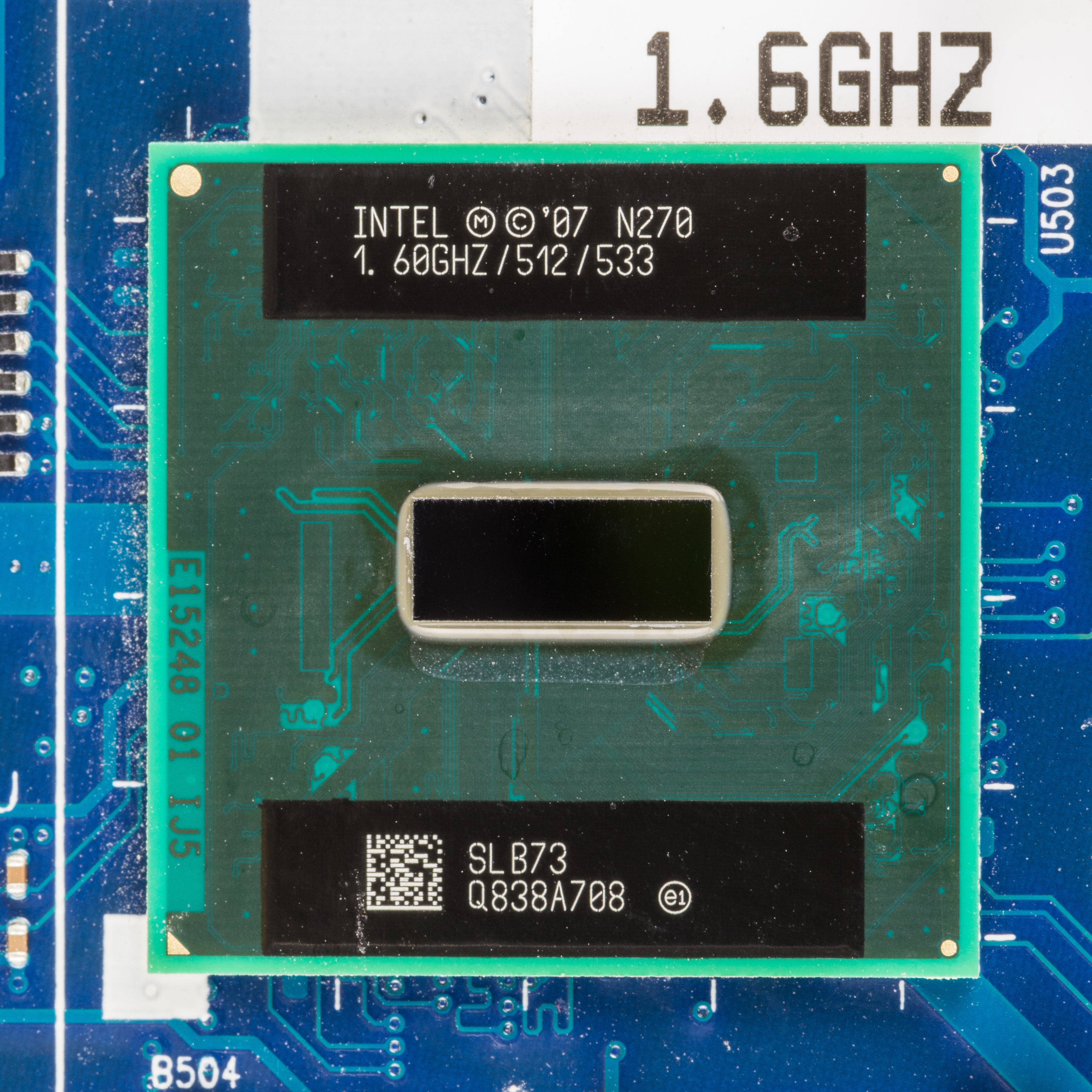
Intel Atom N270

Intel Atom – rodzina  mikroprocesorów firmy Intel (wcześniejsza nazwa kodowa Silverthorne i Diamondville) o architekturze x86 (Socket 479). Premiera pierwszego procesora tego typu miała miejsce 2 kwietnia 2008 roku.
Są to procesory zarówno 32-bitowe, jak i 64-bitowe. Niektóre wersje wspierają instrukcje Intel 64. Procesory wytwarzane były początkowo w technologii CMOS 45 nm. Są używane w komputerach klasy Ultra-Mobile PC (w płytach głównych mini-ITX) oraz innych przenośnych urządzeniach jak smartfony czy konsole gier wideo. Procesory pracują z zegarem od 600 do 2400 MHz (2600 MHz w trybie Turbo), obsługują zestaw instrukcji SSE3 i pobierają od 0.65W do 20W energii, co przekłada się na małe wytwarzanie ciepła. Są one wlutowane w płytę główną, najczęściej wystarczy im radiator (mini-ITX, ITX) lub mały układ chłodzenia (netbooki, notebooki).

## Przykładowe modele procesorów Intel Atom
| Model    | Liczba rdzeni | Liczba wątków | Częstotliwość | Turbo    | FSB | Mnożnik | L2 Cache | QPB     | Intel 64 | Rdzeń        | Produkcja  |
| -------- | ------------- | ------------- | ------------- | -------- | --- | ------- | -------- | ------- | -------- | ------------ | ---------- |
| 230      | 1             | 1             | 1600 MHz      |          | 133 | 12x     | 512 KB   | 533 MHz | Tak      | Diamondville | Zakończona |
| 330      | 2             | 2             | 1600 MHz      |          | 133 | 12x     | 1 MB     | 533 MHz | Tak      | Diamondville | Zakończona |
| N270     | 1             | 2             | 1600 MHz      |          | 133 | 12x     | 512 KB   | 533 MHz | Nie      | Diamondville | W trakcie  |
| N280     | 1             | 1             | 1660 MHz      |          | 166 | 10x     | 512 KB   | 667 MHz | Nie      | Diamondville | W trakcie  |
| N450     | 1             | 2             | 1660 MHz      |          | 166 | 10x     | 512 KB   | 667 MHz | Tak      | Pineview     | W trakcie  |
| N470     | 1             | 1             | 1830 MHz      |          | 166 | 11x     | 512 KB   | 667 MHz | Tak      | Pineview     | W trakcie  |
| N550     | 2             | 2             | 1500 MHz      |          |     |         | 1 MB     |         | Tak      | Pineview     | W trakcie  |
| N570     | 2             | 2             | 1660 MHz      | 1800 MHz |     |         | 1 MB     |         | Tak      | Pineview     | W trakcie  |
| N2800    | 2             | 4             | 1860 MHz      |          | 133 | 14x     | 1 MB     | 533 MHz | Tak      | Cedarview    | W trakcie  |
| D410     | 1             | 2             | 1667 MHz      |          | 167 | 10x     | 512 KB   |         | Tak      | Pineview     | W trakcie  |
| D425     | 1             | 2             | 1800 MHz      |          |     |         | 512 KB   |         | Tak      | Pineview     | W trakcie  |
| D510     | 2             | 4             | 1660 MHz      |          |     |         | 512 KB   |         | Tak      | Pineview     | W trakcie  |
| D525     | 2             | 4             | 1800 MHz      |          |     |         | 1 MB     |         | Tak      | Pineview     | W trakcie  |
| Z500     | 1             | 1             | 800 MHz       |          | 100 | 8x      | 512 KB   | 400 MHz | Nie      | Silverthorne | W trakcie  |
| Z510     | 1             | 1             | 1100 MHz      |          | 100 | 11x     | 512 KB   | 400 MHz | Nie      | Silverthorne | W trakcie  |
| Z515     | 1             | 1             | 1200 MHz      |          | 100 | 12x     | 512 KB   | 400 MHz | Nie      | Silverthorne | W trakcie  |
| Z520     | 1             | 1             | 1330 MHz      |          | 133 | 10x     | 512 KB   | 533 MHz | Nie      | Silverthorne | W trakcie  |
| Z530     | 1             | 1             | 1600 MHz      |          | 133 | 12x     | 512 KB   | 533 MHz | Nie      | Silverthorne | W trakcie  |
| Z540     | 1             | 1             | 1862 MHz      |          | 133 | 14x     | 512 KB   | 533 MHz | Nie      | Silverthorne | W trakcie  |
| Z550     | 1             | 1             | 2000 MHz      |          | 133 | 15x     | 512 KB   | 533 MHz | Nie      | Silverthorne | W trakcie  |
| Z560     | 1             | 1             | 2133 MHz      |          | 133 | 16x     | 512 KB   | 533 MHz | Nie      | Silverthorne | W trakcie  |
| Z3580    | 4             | 4             | 2333 MHz      | 2333 MHz |     |         | 2 MB     |         | Tak      |              | W trakcie  |
| C2750    | 8             | 8             | 2400 MHz      | 2600 MHz |     |         | 4 MB     |         | Tak      | Avoton       | W trakcie  |
| C2758    | 8             | 8             | 2400 MHz      | 2600 MHz |     |         | 4 MB     |         | Tak      | Avoton       | W trakcie  |
| X5-Z8500 | 4             | 4             | 1440 MHz      | 2440 MHz |     |         | 2 MB     |         | Tak      | Airmont      | W trakcie  |
| X7-Z8700 | 4             | 4             | 1660 MHz      | 2400 MHz |     |         | 2 MB     |         | Tak      | Airmont      | W trakcie  |
| X3-C3445 | 4             | 4             | 1200 MHz      | 1400 MHz |     |         | 1 MB     |         | ARM      | Airmont      | W trakcie  |

## Rodzina Intel Atom
| Nazwa kodowa | Seria | Logo           | Data wypuszczenia | Nazwa handlowa    | Rdzeń                | Przeznaczenie       |
| ------------ | ----- | -------------- | ----------------- | ----------------- | -------------------- | ------------------- |
| Siverthorne  | Z5XX  |                | Kwiecień 2008     | Centrino Atom     | 45nm jednordzeniowe  | Notebooki           |
| Diamondville | N2XX  |                | Czerwiec 2008     | Atom              | 45nm jednordzeniowe  |                     |
| Diamondville | 2XX   |                | Czerwiec 2008     | Atom              | 45nm jednordzeniowe  |                     |
| Diamondville | 3XX   | Wrzesień 2008  | Atom dual core    | 45nm dwurdzeniowe |                      |                     |
| Lincroft     | Z6XX  |                | Maj 2010          | Atom              | 45nm jednordzeniowe  |                     |
| Pineview     | N4XX  |                | Styczeń 2010      | Atom              | 45nm jednordzeniowe  |                     |
| Pineview     | D4XX  |                | Styczeń 2010      | Atom              | 45nm jednordzeniowe  |                     |
| Pineview     | N5XX  | Atom dual core | Styczeń 2010      | 45nm dwurdzeniowe |                      |                     |
| Pineview     | D5XX  | Atom dual core | Styczeń 2010      | 45nm dwurdzeniowe |                      |                     |
| Cedarview    | D2500 | Listopad 2011  | Atom dual core    | 32nm dwurdzeniowe |                      |                     |
| Cedarview    | D2550 | Marzec 2012    | Atom dual core    | 32nm dwurdzeniowe |                      |                     |
| Cedarview    | D2700 | Listopad 2011  | Atom dual core    | 32nm dwurdzeniowe |                      |                     |
| Cedarview    | N2600 | Grudzień 2011  | Atom dual core    | 32nm dwurdzeniowe |                      |                     |
| Cedarview    | N2800 | Grudzień 2011  | Atom dual core    | 32nm dwurdzeniowe |                      |                     |
| Centerton    | S1220 |                | Grudzień 2012     |                   | 32nm dwurdzeniowe    | Serwery             |
| Centerton    | S1240 |                | Grudzień 2012     |                   | 32nm dwurdzeniowe    | Serwery             |
| Centerton    | S1260 |                | Grudzień 2012     |                   | 32nm dwurdzeniowe    | Serwery             |
| Briarwood    | S1269 |                |                   |                   | 32nm dwurdzeniowe    | Serwery             |
| Briarwood    | S1279 |                |                   |                   | 32nm dwurdzeniowe    | Serwery             |
| Briarwood    | S1289 |                |                   |                   | 32nm dwurdzeniowe    | Serwery             |
| Avoton       | C2350 |                | Czerwiec 2013     |                   | 22nm dwurdzeniowe    | Serwery             |
| Avoton       | C2530 |                | Czerwiec 2013     |                   | 22nm czterordzeniowe | Serwery             |
| Avoton       | C2550 |                | Czerwiec 2013     |                   | 22nm czterordzeniowe | Serwery             |
| Avoton       | C2730 |                | Czerwiec 2013     | Atom C            | 22nm ośmiordzeniowe  | Serwery             |
| Avoton       | C2750 |                | Czerwiec 2013     | Atom C            | 22nm ośmiordzeniowe  | Serwery             |
| Cloverview   | Z25XX |                |                   |                   |                      |                     |
| Clover trail | Z27XX |                |                   |                   |                      |                     |
| Moorefield   | Z35XX |                |                   | Atom M            | 22nm czterordzeniowe | Tablety             |
| Bay trail-t  | Z36XX |                | Styczeń 2014      | Atom M            | 22nm czterordzeniowe | Tablety             |
| Bay trail-t  | Z37XX |                | Styczeń 2014      | Atom M            | 22nm czterordzeniowe | Tablety             |
| Airmont      | Z87XX |                |                   | Atom x7           | 14nm czterordzeniowe |                     |
| Airmont      | Z85XX |                |                   | Atom x5           | 14nm czterordzeniowe |                     |
| Airmont      | Z83XX |                |                   | Atom x5           | 14nm czterordzeniowe | Tablety, smartphone |
| Airmont      | C3XXX |                |                   | Atom x3           | 14nm czterordzeniowe | Tablety, smartphone |